# Claude de Saint-Étienne de la Tour
Claude de Saint-Étienne de La Tour, né vers 1570 en Champagne, mort après 1636 à Cap de Sable (Acadie), était un trafiquant de fourrures et un colon de l’Acadie.

## Biographie
Claude de Saint-Étienne de la Tour est né dans la province de Champagne en France et vint en Acadie en 1610 après avoir subi de lourdes pertes comme capitaine de vaisseau.
Claude arriva en Acadie pour assister Jean de Biencourt de Poutrincourt et de Saint-Just dans l'établissement d'une colonie permanente à Port-Royal. Il était accompagné par son fils, Charles de Saint-Étienne de la Tour. Ils furent d'abord occupés à la construction des édifices et à la plantation des semences. 
Après l'effort colonial initial, il est connu que Claude s'engagea dans la traite des fourrures autour de Penobscot. On croit[Qui ?] que Fort Pentagouët, à la fois un poste de traite et une station de pêche qu'il a construit, fut le premier établissement permanent de l'actuelle Nouvelle-Angleterre. Nous savons que vers 1626, Claude de La Tour a dû abandonner la place à la colonie de Plymouth.
Claude retourna vers la France et lorsqu'il retournait au fort de son fils à Cap de Sable au printemps de 1628, les vaisseaux furent capturés par les Britanniques, sous le commandement de Sir David Kirke, et envoyé comme un prisonnier en Angleterre. Il retourna en Acadie en 1630 avec une épouse anglaise et changea d'allégeance pour la Grande-Bretagne. Il s'engagea à convaincre son fils Charles de changer également d'allégeance et lui présenta des titres de noblesse et droits sur des étendues de terres. Mais il refusa. Alors il y eut un siège de Fort la Tour par Claude. Charles résista et les troupes britanniques abandonnèrent. 
Sa réputation ruinée, Claude demanda à son fils Charles s'il pouvait revenir à Cap de Sable et à l'allégeance française. Il vécut dans une maison à côté du fort le reste de sa vie. Bien qu'il eût reçu de la couronne française des titres sur des terres de même que le Fort Pentagouët lui-même, il ne semble pas cependant qu'il en ait pris effectivement possession.

## Note
1. ↑  Azarie Couillard-Després, Charles de Saint-Etienne de La Tour, gouverneur, lieutenant en Acadie, et son temps (1593-1666), Arthabasca P. Q., impr. d'Arthabasca, 1930, 498 p.